# Estadio La Armenia
El Estadio La Armenia es un estadio multiusos. Está ubicado en la ciudad de Quito, provincia de Pichincha. Fue inaugurado el 12 de junio de 1995. Es usado para la práctica del fútbol, tiene capacidad para 2000 espectadores. 

## Historia
El estadio ha desempeñado un importante papel en el fútbol local, ya que los clubes quiteños como el Club Deportivo América hacían de local en este escenario deportivo, que participaban en la Segunda Categoría de Ecuador. El estadio es parte de un complejo deportivo que tiene una cancha para fútbol 6 y otra cancha para fútbol profesional, que es la principal de todo el complejo y la más usada, tiene una extensión de 4 km.
También la Universidad Católica que antes participaban en la Segunda Categoría de Ecuador de 1994 a 1998 y ahora participa de la Serie A de Ecuador utiliza el complejo de La Armenia para realizar sus entrenamientos, así como para la pretemporada que usualmente se da en el mes de enero de cada temporada.
El estadio es sede de distintos eventos deportivos a nivel local, ya que también es usado para los campeonatos escolares de fútbol que se desarrollan en la ciudad en las distintas categorías, también es usado para los torneos de categorías inferiores organizados por la Federación Ecuatoriana de Fútbol, como la sub-12, sub-14, sub-16, sub-18 y reservas.
El estadio tiene instalaciones con camerinos para árbitros, equipos local y visitante, zona de calentamiento, cabinas de prensa, y  otros servicios para los aficionados.
Además el recinto deportivo es sede de:
- Campeonatos Intercolegiales de fútbol.
- Entrenamientos disciplinas fútbol.

El estadio fue una de las principales sedes de los torneos de Segunda Categoría, desde temporadas como en el año 2004 cuando el Imbabura Sporting Club visitó al América de Quito por el campeonato de dicho año, también en la temporada 2016 es donde se vuelve muy concurrido el recinto debido a la buena campaña del América en el provincial, zonal y cuadrangular final.

## Litigio legal
El complejo en los últimos años se ha visto envuelto en problemas legales por parte del América de Quito, Universidad Católica y el Municipio de Quito; originalmente cuando fue construido el complejo perteneció al América, años después Católica arrendó el complejo al América, quien dejó de pagar impuestos y por ende el Municipio embargó el complejo y ahora es quien lo administra y tiene el control, América de Quito y Universidad Católica reclaman la propiedad para cada cual, esperando una respuesta oficial por parte del Municipio capitalino.